# Тілт
Тілт — бельгійська громада у провінції Західна Фландрія.

## Пам'ятки

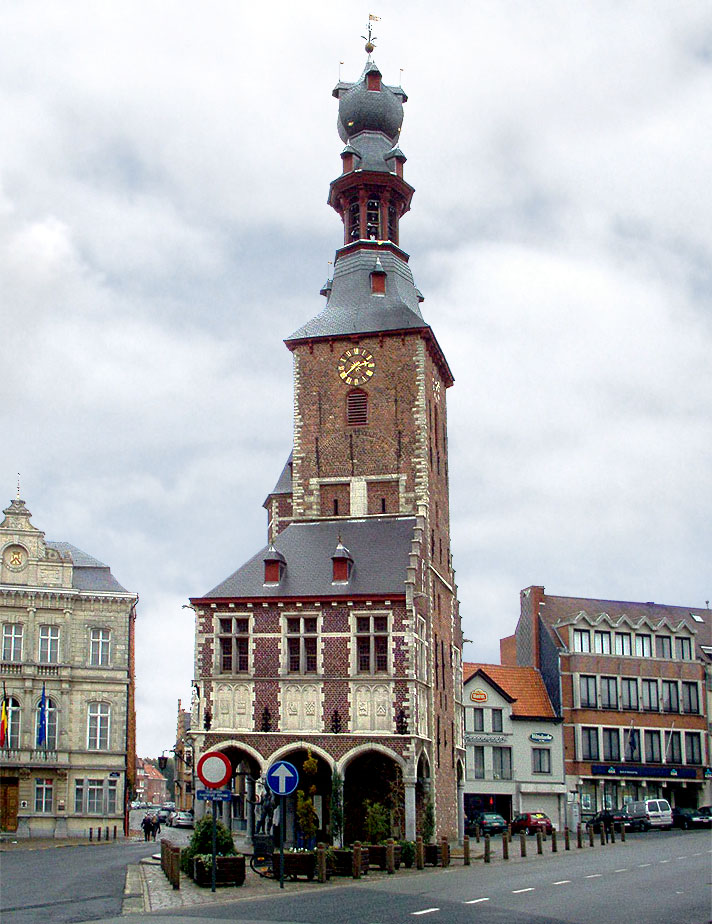
Halletoren

- Дзвіниця (Hallentoren), Суконна зала і палата старійшин класифікуються ЮНЕСКО як світова спадщина.
- У місті також є кілька цікавих храмів, таких як Собор святого Петра.

## Фестивалі
Щороку, у перші вихідні липня, у місті проводиться Europafeesten (Фестиваль Європи). Під час фестивалю проводяться вуличні ярмарки, вистави вуличних театрів, фестиваль блюзу, феєрверки.

## Видатні уродженці
- Жосс Рейвстайн- теолог XVI століття
- Годфрід Даннеєлс — кардинал римо-католицької церкви
- Брік Схотте — дворазовий чемпіон світу з велоперегонів
- Джанні Меєрсман — професійний велосипедист

## Промисловість
- Seyntex — текстильне підприємство

## Міста-побратими
- Грос-Геро, Німеччина
- Брюнекк, Італія
- Бріньйоль, Франція
- Жамотули, Польща